# Zentralverband der Ingenieurvereine
Der Zentralverband der Ingenieurvereine (ZBI) ist ein Spitzenverband im Bereich des Ingenieurwesens. Zu seinen Mitgliedern gehören Organisationen, die sich mit dem Ingenieurwesen befassen. Der ZBI bündelt als Dachverband die Interessen und Belange seiner Mitgliedsverbände mit über 40.000 Ingenieurinnen und Ingenieuren. Er vertritt sie gegenüber Politik und Gesellschaft im nationalen und internationalen Rahmen. Der ZBI ist beim Deutschen Bundestag als Interessenvertretung eingetragen und pflegt so direkte fachliche Kontakte zu Politikern aller demokratischen Parteien.

## Aufgaben

### Aus- und Weiterbildung
- Mitwirkung bei der Akkreditierung von Studiengängen
- Promotionsrecht für FH-Absolventen
- Forschung an Fachhochschulen ausbauen
- Erhöhung des Frauenanteils im Bereich der MINT-Studiengänge
- MINT-Bildung ausbauen
- Digitale Bildung/Erhöhung der Masterstudienplätze im IT-Bereich
- Duale Ausbildung im Ingenieurbereich

### Wirtschaft
- Koordinierung der Baupolitik
- Infrastruktur (Schiene, Straße, Wasserstraße)
- Digitale Infrastruktur (Breitband)[2]
- Energiewende (Netze)
- Wohnungsbau/Städtebau
- Vergaberecht
- Honorarordnung für Architekten und Ingenieure (HOAI)

### Öffentlicher Dienst
- Bundeseinheitliche Gestaltung der Grundzüge des Beamten- und Versorgungsrechts
- Erhöhung der Attraktivität des Öffentlichen Dienstes für junge Menschen, besonders im Hinblick auf Bezahlung, beruflichen Aufstieg und Alterssicherung als Alternative zur Privatwirtschaft[3]
- Aktivere Mitwirkung bei aktuellen Reformen der Verwaltungen, um einem Abbau öffentlicher Leistungen entgegenzuwirken
- Modernisierung des Dienst- und Tarifrechts bezüglich Flexibilität und Mobilität, zum Beispiel für Wechsel zwischen Öffentlichem Dienst und freier Wirtschaft
- Gleichwertigkeit der Studienabschlüsse an Universitäten und Fachhochschulen im Laufbahnrecht des Öffentlichen Dienstes

### Gesellschaft
- Ansehen und Berufsbild der Ingenieure: „Ingenieure tragen Verantwortung für Mensch und Umwelt“[4]
- Verbesserung der Transparenz in Planung und Realisierung von Bauvorhaben
- EngineerING Card – Berufsausweis für Ingenieure
- Spitzenverband im Ingenieurwesen: „Bündelung der Interessen und Belange seiner Mitgliedsverbände mit über 50.000 Ingenieuren und Vertretung gegenüber Politik und Gesellschaft“

### Der ZBI ist Mitglied
- in der Akkreditierungsagentur für Studiengänge der Ingenieurwissenschaften, der Informatik, der Naturwissenschaften und der Mathematik e.V. (ASIIN)
- im Verbändegespräch Berlin[5]
- und Förderer der Nationalen Initiative „MINT Zukunft schaffen!“ e.V.[6]

### Der ZBI informiert durch
- Zeitschrift ZBI-Nachrichten.[7] Die Printfassung der Zeitschrift wurde Ende 2023 eingestellt.[8]
- ZBI-Newsletter[9]
- Pressemitteilungen[10]
- Internetpräsentation

## Präsidium
Präsident ist Wilfried Grunau.
Vizepräsidenten sind:
- Johannes Leicht
- Heinz Leymann
- Jürgen Murach
- Ute Zeller

## Beirat
(aktuell nicht besetzt)

## Arbeitskreise

### AK 1: Ingenieure in der Gesellschaft – Öffentlichkeitsarbeit
- Bekanntheitsgrad des ZBI erhöhen
- Verbessern des Ansehens der Ingenieure
- Darstellen der Ingenieurarbeit und ihrer Bedeutung für die Gesellschaft
- Einbringen des Sachverstandes der Ingenieure bei politischen Entscheidungen

### AK 2: Ingenieuraus- und -fortbildung
- Begleitung der Umsetzung des Bologna-Prozesses (Bachelor – Master)
- Aktuelle Entwicklung in den Bundesländern
- Mitarbeit in der Akkreditierungskommission ASIIN
- Akzeptanz der Abschlüsse am Arbeitsmarkt
- Gleichwertigkeit aller Hochschulabschlüsse
- Ingenieurfortbildung
- Fort- und Weiterbildung der einzelnen Mitgliedsverbände unterstützen

### AK 3: Ingenieure in der Wirtschaft
- Reform bundes- und europarechtlicher Regelungen, wie z. B. HOAI, JVEG, VOF
- Zusammenarbeit mit anderen Ingenieurorganisationen
- Konjunkturentwicklung der Ingenieur- und Architekturbüros
- Untersuchung der wirtschaftlichen Lage freier Büros
- Teilhabe an Konjunkturprogrammen und Infrastrukturprojekten von Bund, Ländern und Kommunen
- Kritische Begleitung von Planungen, Konfliktlösungen unter Einbeziehung der Bürger
- Erhalt des Ingenieursachverstands im öffentlichen Dienst

### AK 4: Ingenieure im öffentlichen Dienst
- Mitarbeit und Einflussnahme auf Dienstrechtsreformen bei Bund und Ländern
- Gleichbehandlung von Studienabschlüssen bei Stellenbesetzungen
- Flexibilisierung der Wechselmöglichkeiten zwischen öffentlichem Dienst und Privatwirtschaft
- Modernisierung des Laufbahnrechts in Bund und Ländern
- Interessenvertretung der Ingenieure bei Besetzung von Leitungspositionen

## Mitgliedsverbände

### Ordentliche Mitglieder
- BDB-Baden-Württemberg – Bund Deutscher Baumeister, Architekten und Ingenieure Baden-Württemberg
- BWK – Bund der Ingenieure für Wasserwirtschaft, Abfallwirtschaft und Kulturbau, LV Hessen/Rheinland-Pfalz/Saarland
- BWK – Bund der Ingenieure für Wasserwirtschaft, Abfallwirtschaft und Kulturbau, LV Niedersachsen / Bremen
- BWK – Bund der Ingenieure für Wasserwirtschaft, Abfallwirtschaft und Kulturbau, LV Schleswig-Holstein und Hamburg
- IfKom – Ingenieure für Kommunikation
- IGBI – Verband des Technischen Dienstes der Bundeswehr
- IWSV – Ingenieurverband Wasserstraßen- und Schifffahrtsverwaltung
- VDEI – Verband Deutscher Eisenbahningenieure
- VDV – Verband Deutscher Vermessungsingenieure

### Außerordentliche Mitglieder
- TCV – Technischer Cartellverband

### Fördernde Mitglieder
- Lenné-Akademie für Gartenbau und Gartenkultur
- TK-Gemeinschaft, Unabhängige Versichertengemeinschaft der Techniker Krankenkasse e.V.